# Matam (stad)
Matam is een stad in Senegal en is de hoofdplaats van de regio Matam. In 2007 telde de gemeente 17.324 inwoners.

## Bevolking
In 2002 telde Matam 14.620 inwoners en in 2007 waren dat er 17.324. De meerderheid van de bevolking zijn Fulbe. 

## Geografie en klimaat
De plaats ligt aan de Sénégal bij de grens met Mauritanië. De stad ligt op 410 km van Saint-Louis en op 693 km van Dakar.
Het klimaat wordt gekenmerkt door een lang droog seizoen.

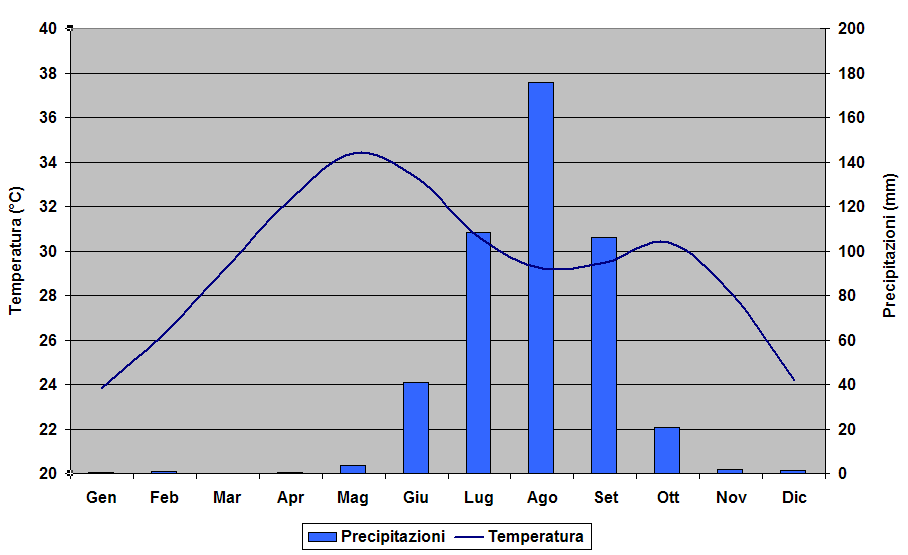
Gemiddelde neerslag = staafdiagram; gemiddelde temperatuur = curve

## Geschiedenis
De plaats werd gesticht rond 1512 door Farba Boubou Samba Gaye. In 1918 werd er een Franse school geopend. Matam werd een gemeente in 1952.

## Economie
De economie is gebaseerd op de landbouw.